# Askimpartiet
Askimpartiet (ASP) är ett lokalt, tvärpolitiskt parti i Askims kommun, Norge, bildat den 4 maj 1999 av Joar Kløverud.
Askimpartiet beskriver sig självt som ett "oberoende parti grundat i kristen livssyn och byggt på Norges grundlag.
I kommunvalet 2011 fick ASP 4,4% av rösterna (294 röster) och behöll därmed sina två mandat i kommunfullmäktige.